# Carlos Gimeno Gurpegi
Carlos Gimeno Gurpegi (San Adrián, Navarra, 1965) es un político español. Consejero de Educación del Gobierno de Navarra.

## Biografía
Nacido en la localidad navarra de San Adrián 1965. Tras licenciarse en Psicología en la Universidad de Salamanca, completó su formación universitaria con un máster de especialista en Psicología del Lenguaje en la Universidad Pontificia de Salamanca, y un diploma de estudios avanzados en la Universidad Pública de Navarra.
En 1991 inició su trayectoria profesional como orientador educativo. Ha sido director del Centro de Recursos de Educación Especial de Navarra-CREENA (2006-2009), director del servicio de Protección de Menores del Gobierno de Navarra (2011-2012), y orientador educativo en el colegio público de educación Infantil y primaria Elvira España, en Tudela.
En 2015 inició su trayectoria política, al presentarse como cabeza de lista por el PSN-PSOE a la alcaldía de Tudela, siendo portavoz del grupo municipal. Ese año, obtuvo también el acta de parlamentario foral. 
María Chivite le nombró consejero de Educación del Gobierno de Navarra (2019); y cuatro años después le confirmó en el cargo.
Está casado con María Rosario Antón Santos, y tienen dos hijas: Lara y María.